# Minerva (božanstvo)
Minerva je rimska boginja modrosti in strateškega bojevanja ter zaščitnica umetnosti, trgovine in strategije. Minerva ni bila pokrovitelj nasilja, kot je bil Mars, ampak samo obrambne vojne. Od 2. stoletja pred našim štetjem so jo Rimljani enačili z grško boginjo Ateno. Minerva je eno od treh rimskih božanstev v Kapitolski triadi, skupaj z Jupitrom in Junono.
Bila je deviška boginja glasbe, poezije, medicine, modrosti, trgovine, tkanja in obrti. Pogosto jo upodabljajo z njenim svetim bitjem, sovo, ki jo običajno imenujejo sova Minerva, ki je simbolizirala njeno povezanost z modrostjo in znanjem ter redkeje s kačo in oljko. Minerva je običajno upodobljena kot visoka z atletsko in mišičasto postavo, oblečena pa je v oklep in nosila sulico. Mark Terencij Varro jo je imel za ideje in poosebljen načrt za vesolje.

## Etruščanska Minerva
Ime Minerva je verjetno prevzeto od Etruščanov, ki so jo imenovali Menrva. V etruščanski mitologiji je bila Menerva boginja modrosti, vojne, umetnosti, šole in trgovine. Bila je dvojnica grške Atene in rimske Minerve. Kot Atena, je bila Menerva rojena iz glave njenega očeta Tinija. 
Njeno ime vsebuje mn- koren, ki se povezuje s pomnenjem. Grško Mnemozinu (μνημοσύνη) in mnestis (μνῆστις): pomnenje, spominjanje, spomin. Rimljani so morda zamenjali njeno tuje ime s svojo besedo mens, ki pomeni 'um', ker je bil eden od aspektov Minerve kot boginje ne samo vojni ampak tudi intelektualni. Minerva je rimsko ime za Ateno, boginjo modrosti in deviškosti. Prav tako jo prikazujejo kot sovo. 

## Minervin kult v Rimu
Menrva je bila del svete triade s Tinijem in Uni pri Etruščanih, enako kot rimska triada Jupiter-Junona-Minerva. Minerva je bila Jupitrova hči. 
Kot Minerva Medica, bila je boginja medicine in zdravnikov. Kot Minerva Achaea so jo častili v Luceriji v Apuliji, kjer so v njenem templju hranili darove in roke Diomede.[2][3] 
Ovid imenuje Minervo boginja tisoč del. Minervo so častili širom po Italiji, samo v Rimu pa je dobila vojne oznake. Prav tako so jo častili po cesarstvu, kot na primer v Britaniji, kjer je bila ekvivalent boginja Sulis. 
Rimljani su slavili njen festival od 19. do 23. marca, ki se je imenoval Quinquatria, peti po marčevskih idah, devetnajsti po prazniku obrtnikov. Manjšo različico, Minusculae Quinquatria, so slavili na junijske ide, 13. junija, flavtisti, ki so bili posebej koristni v religiji. Leta 207. pr. n. št. je bil ustanovljen ceh pesnikov in igralcev zaradi molitvenih darov v Minervinem templju na Aventinskem griču. Med ostalimi člani je v cehu deloval Livij Andronik. Aventinski Minervin tempelj je bil pomemben center umetnosti velik del srednjega obdobja Rimske Republike.

## Prisotnost v mitologiji
Minerva je pomembna oseba v rimski mitologiji. Pojavlja se skozi številne znane mite. Številne zgodbe njene grške ustreznice Atene pripisujejo Minervi v rimski mitologiji.

### Minerva (Atena) in Arahna
Arahna, v grški mitologiji lidijska tkalka, je bila smrtnica, zelo vešča tkanja in vezenja. Ne le njena končana dela so bila lepa, ampak tudi njen postopek, tako da so nimfe prihajale iz svojega naravnega okolja, da bi jo občudovale. Arahne se je hvalila, da bi lahko s svojimi sposobnostmi premagala Ateno / Minervo. To je razjezilo Ateno / Minervo, ki se je v obliki stare ženske približala Arahne in ji ponudila priložnost, da sprejme izziv in prosi za odpuščanje. Ko jo je Arahne zavrnila, se je Minerva znebila svoje preobleke in sprejela izziv. Arahne je začela tkati tapiserijo, ki je prikazala pomanjkljivosti bogov, medtem ko je Minerva upodobila svojo konkurentko z Neptunom in bogovi, ki z gnusom gledajo na smrtnike, ki bi si jih upali izzvati. Tkanje Minerve je bilo mišljeno kot zadnje opozorilo sovražnici, naj odstopi. Minervo so žalili prizori, ki jih je tkala Arahne, in je delo uničila. Nato se je dotaknila Arahne na čelu, ta se je nato sramovala tega, kar je storila, zaradi česar se je obesila. Minerva se je nato pokesala in jo vrnila k življenju. Vendar pa jo je Minerva za kazen za njena dejanja spremenila v pajka, ki večno tke in jo obesila na mrežo, da bi se Arahne za vedno spomnila na svoja dejanja, ki so žalila bogove. Ta zgodba je delovala tudi kot opozorilo smrtnikom, naj ne izzivajo bogov.

### Minerva in Meduza
Meduza je bila nekoč čudovit človek, njena lepota se je kosala z Minervo. Kasneje je Minerva ugotovila, da sta se Neptun in Meduza poljubljala v templju, posvečenem sami Minervi. Zaradi tega jo je Minerva spremenila v pošast, lase zamenjala s sikajočimi kačami in ji odstranila čar. Meduza je vsako živo bitje, ki si ga je ogledala, spremenila v kamen. Ko se je Perzej približal Meduzi, je uporabil njen odsev v ščitu, da bi se izognil stiku z njenimi očmi, nato pa ji odsekal glavo. [10] Odrezano glavo je poslal Minervi, ki je njeno podobo postavila na svojo [[egida|egido.

### Ukrotitev Pegaza
Ko je Perzej Meduzi odsekal glavo, se je nekaj krvi razlilo na tla in iz nje je prišel Pegaz. Minerva je ujela konja in ga ukrotila, preden je konja podarila Muzam. Pegaz je z udarcem kopita odprl vodnjak v Hipokreni. Ko se je Belerofont kasneje odpravil v boj proti Himeri, je v boju poskušal uporabiti Pegaza. Da bi to naredil, je spal v Minervinem templju, ona pa je prišla k njemu z zlato uzdo. Ko je Pegaz videl Belerofonta z uzdo, je konj takoj dovolil, da se je nanj povzpel, in premagala sta Himero.

### Spemenitev Aglauros v kamen
Ovidove Metamorfoze pripovedujejo zgodbo o Minervi in Aglauros, hčeri Kekropa. Ko Merkur zapelje smrtno devico Herse, njeno sestro Aglauros spodbudi njena pohlepnost, da mu pomaga. Minerva to odkrije in je besna na Aglauros. Poišče pomoč Envyja, ki Aglauros napolni s toliko zavisti do sreče drugih, da se spremeni v kamen. Merkur potem ne zapelje Herse. 

### Minerva in Herkul
Minerva je pomagala junaku Herkulu. V Higinovih Fabulae naj bi mu pomagala ubiti Hidro (30.3).

### Minerva in Odisej
Minerva je pomagala junaku Odiseju. Higin v svojem delu Fabulae opisuje, da Minerva večkrat spremeni Odisejev videz, da bi ga zaščitila in mu pomagala (126).

### Izum flavte
Minerva naj bi izumila piščal, tako da je naredila luknje v pušpan. Uživala je v glasbi, a ji je postalo  nerodno zaradi tega, kako ji je izgledal obraz, ko so se ji lica ob igranju napihnila. Zaradi tega je piščal zavrgla in pristala je na rečnem bregu, kjer jo je našel satir. [12]